# Brobdingnag
Brobdingnag je izmišljena država koja se pojavljuje u djelu Jonathana Swifta, "Gulliverova putovanja", iz 1726. godine. Smješta se na područje između Australije i Kalifornije, na područje sjeverozapadne Amerike. Zemlju naseljavaju divovi, što je kontrast prema Lilliputu i Blefuscuu, koje naseljavaju sićušna ljudska bića.
U Brobdingnagu žive gigantske biljke i životinje, a najmanja je velika 30 stopa.
Povijest Brobdingnaga bila je puna ustanaka i ratova za vlast, a sada je to zemlja koju naseljavaju miroljubiva bića koja znaju samo za znanost i umjetnost, te ih ne zanima oružje, osim u slučaju nužne obrane. Vojska je relativno mala i sastavljena od trgovaca i ratara.